# Stephen Marcussen
Stephen Marcussen – amerykański inżynier dźwięku, założyciel studia Marcussen Mastering w Hollywood. Marcussen jest jednym z najbardziej aktywnych inżynierów dźwiękowych w przemyśle muzycznym w Stanach Zjednoczonych. Jego doświadczenie było wykorzystywane przez wielu znanych artystów na przestrzeni lat. W swojej prawie 30-letniej karierze, Marcussen współpracował z takimi artystami jak The Rolling Stones, Tom Petty, Barbra Streisand, Elton John, Frank Zappa, R.E.M., Stone Temple Pilots, Alice in Chains, 30 Seconds to Mars, Dave Matthews Band, Ben Harper, Dwight Yoakam, Matchbox 20, Korn, Shania Twain, HOPE i japońską wokalistką Ayumi Hamasaki.

## Życiorys
Stephen Marcussen urodził się w Zimbabwe. Swoją młodość spędził w Anglii, gdzie uczęszczał do szkoły z internatem. Po przeprowadzeniu się do Los Angeles, postanowił zająć się pracą w przemyśle muzycznym. Początkowo zatrudnił się jako woźny w jednym z najbardziej znanych studiów nagraniowych na terenie Los Angeles - Studio 55, którego właścicielem jest Richard Perry. W niedługim odstępie czasu, Marcussen został asystentem Perry'ego. 
W roku 1979 Marcussen zdecydował się na opuszczenie studia 55, aby móc rozwijać się samemu jako inżynier dźwięku. Jako jeden z pierwszych wprowadził do cyfrowego nagrywania rozwiązania gramofonowe.
W 2000 roku otworzył Marcussen Mastering w Hollywood w stanie Kalifornia. Szybko został doceniony za znajomość nagrywania wszystkich formatów audio. Obecnie wciąż jest aktywny, współpracuje z wieloma artystami, a także wytwórniami fonograficznymi.